# Pontiac Firebird
Pontiac Firebird — автомобиль, выпускавшийся концерном General Motors с 1967 по 2002 год. Firebird был представлен на рынок в том же году, что сходная с ним модель Chevrolet Camaro. Оба этих автомобиля созданы на одной базе Pony Car и имеют большой список взаимозаменяемых узлов и агрегатов. В том же году был представлен также и Mercury Cougar.
В эти автомобили по большей части устанавливались двигатели типа V8, производимые разными подразделениями концерна GM. В большинстве своём, двигатели для Firebird производило подразделение Pontiac до 1977 года, эти автомобили наделялись двигателями с многих заводов. С 1982 года было принято решение устанавливать исключительно двигатели производства GM.

## Первое поколение
Дизайн первого поколения Firebird походил на бутылку «кока-колы». В отличие от Chevrolet Camaro, у Firebird бампера были интегрированы в дизайн передка, а задние «рубленые» фонари были позаимствованы из дизайна Pontiac GTO. Модели кабриолет и купе предлагались вплоть до 1970 года. Изначально этот автомобиль являлся как бы «утешительным призом» для Pontiac, который хотел производить двухместный спортивный автомобиль собственного дизайна на основе своего концепта Banshee. Но General Motors побоялись, что в таком случае появится прямая внутренняя конкуренция с Chevrolet Corvette. В результате было принято решение дать Pontiac общую платформу с Chevrolet, названную F-body. Немного расстроившись из-за такого решения высшего менеджмента, Pontiac взял предоставленную базу и начал её переделывать как с точки зрения дизайна, так и с точки зрения инженерных решений.
Базовая модель Firebird поставлялась с рядной шестеркой (I-6) с системой газораспределения OHC (Overhead camshaft). Такая система газораспределения является наиболее распространённой в автомобилестроении. Питание двигателя обеспечивалось с помощью однокамерного карбюратора. Следующая модель Sprint снабжалась четырёхкамерным карбюратором и развивала 215 лошадиных сил (160 киловатт). Но, в основном, покупатели предпочитали двигатели формата V8: объёмом 5.3 литра с двухкамерным карбюратором, выдающим 250 лошадиных сил (180 киловатт); модель «H.O.» (High Output / Большая отдача) с четырёхкамерным карбюратором мощностью 285 лошадиных сил (213 киловатт); или двигатель объёмом 6.6 литров (400 H.O.), позаимствованный у модели GTO мощностью 325 лошадиных сил (242 киловатт). В 1968 году с двигателем 400 H.O. также предлагалась опция «Ram Air», включающая в себя функциональные воздухозаборники на капоте, систему впуска пониженного сопротивления, более жесткие пружины клапанов и изменённым распредвалом.
Впоследствии двигатели объёмом 3,8 литра и мощностью 175 лошадиных сил (130 киловатт) с однокамерным карбюратором были вытеснены более мощным двигателем объёма 4,1 литра, развивающим мощность в 215 лошадиных сил (160 киловатт) с четырёхкамерным карбюратором. Также для модели 1968 года двигатель 5,3 литра был заменён двигателем 5,7 литра, «H.O.» версия которого имела изменённую камеру сгорания и мощность 320 лошадиных сил.
В 1969 году стала доступна дополнительная опция «Trans Am». Эта опция обходилась клиенту в 725 долларов и улучшала параметры управляемости автомобиля и его мощность, эта опция также слегка изменяла внешний вид. «Trans Am» получил своё название от очень популярной в то время в США гоночной серии, и расшифровывается как Trans American — Всеамериканская (вольный перевод). Изначально было сделано всего 697 Trans Am, из них — 8 кабриолетов и 689 купе. В том году была доступна также опция Ram Air IV для двигателя 6.6 литра, дополнявшая опцию Ram Air III, эти двигатели развивали 345 л/с и 335 л/с соответственно. Был снова доработан двигатель объёмом 5,7 литра, после чего начал выдавать мощность в 330 л/с. В течение 1969 года был разработан специальный двигатель объёмом 5 литров для специальных дорожных гонок «SCCA», но для обычных клиентов он был недоступен.
В плане кузова, изменения от модели 1967 года к модели 1968 года заключались в появлении боковых габаритов на кузовах, которые правительство обязало ставить на все новые модели, спереди фонари индикаторов поворота обрели своих дублёров на передних крыльях, сзади на бортах появилась эмблема Pontiac — «V». Также из остекления дверей исчезли раздельные форточки. У модели 1969 года основательно изменился передок — новый бампер «Endura», новые фары и решетка радиатора. В салоне была переделана приборная панель и руль. Также замок зажигания перекочевал с приборной панели на рулевую колонку и совместил в себе запуск двигателя и блокировку руля.
Вследствие некоторых проблем, которые привели к задержке выпуска нового поколения Firebird, и вместо обычного дебюта новой модели в сентябре текущего года Pontiac продолжил выпуск модели 1969 года. Более того, весной 1969 года из всей литературы и описаний Firebird и рекламных проспектов исчезли ссылки на год выпуска модели. Таким образом, были попытки продлить продажи моделей 1969 года.
Firebird первого поколения с лёгкостью можно отличить от Chevrolet Camaro — у Firebird четыре передние фары, тогда как у Camaro — две.

## Второе поколение

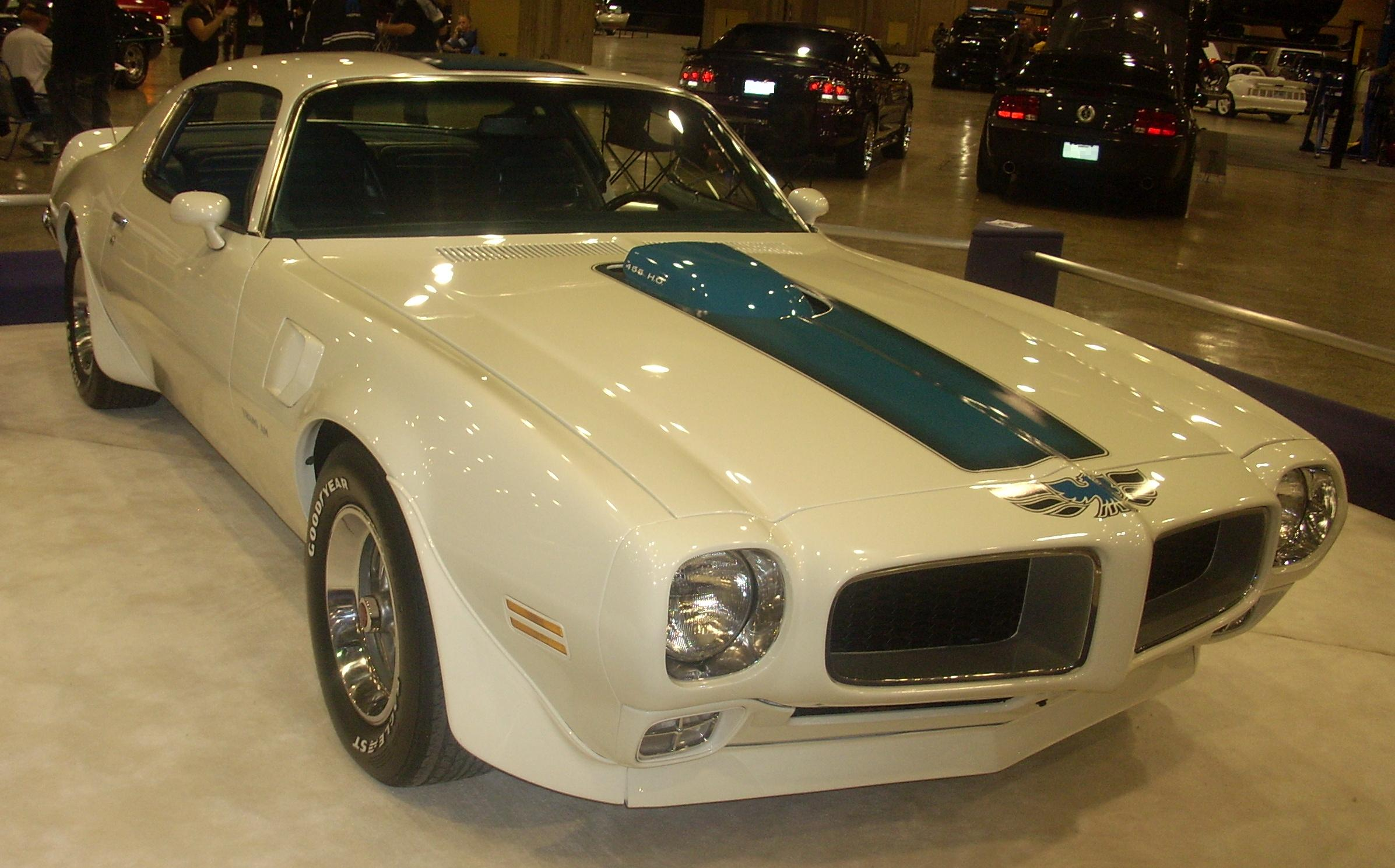
Модель Firebird Trans Am 1970 ½ года: Переходная модель отличалась формой передка

Выпуск модели 1970 года и начала второго поколения был задержан до 26 февраля 1970 года вследствие инженерных проблем, и чаще всего она называется как 1970 ½ модельный год, в начале же 1970 года в продаже имелись автомобили с немного изменённой внешностью.
Firebird второго поколения отбросили в сторону «бутылочный» дизайн. Автомобиль стал более приземистый, верхний край заднего ветрового стекла шёл почти вровень с крышей, нижний же край оканчивался почти вровень с крышкой багажника. Такой специфический вид автомобиля закрепился за моделью на долгие 11 лет. Новый дизайн также отличался достаточно широкой задней стойкой до 1975 года, когда заднее стекло было увеличено. Для модели 1970 года было два двигателя в формате «Ram Air» объёмом 6,6 литра: Ram Air III (325 лошадиных сил, 366 лошадиных сил для Pontiac GTO) и Ram Air IV (345 лошадиных сил, 370 лошадиных сил для GTO), которые были унаследованы у модели 1969 года. Разница в мощности двигателей Firebird и GTO состояла в блокировке второй камеры карбюратора в случае Firebird, в остальном двигатели были идентичны.

 
Небольшое изменение коснулось передка в 1977 году, а очередное изменение — в 1979. 

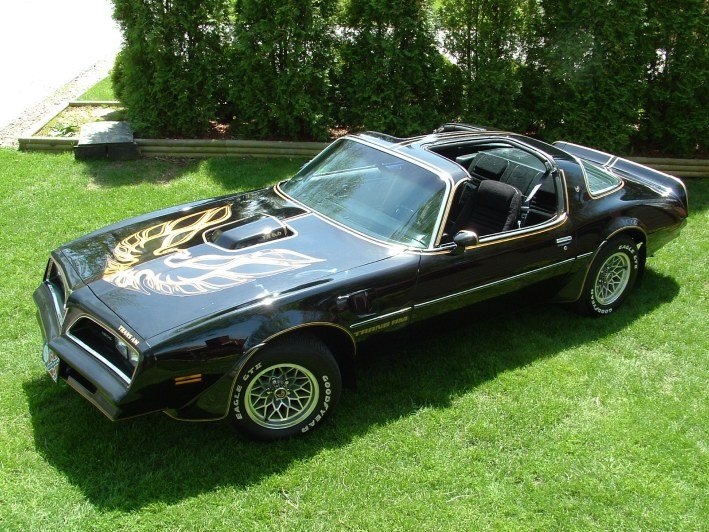
Модель Firebird Trans Am 1977 года: наиболее популярная модификация модели второго поколения

 С 1977 года по 1981 год Понтиак Firebird выпускался с четырьмя квадратными передними фарами, в то время как Camaro продолжали выпускать с двумя круглыми фарами, которые были поначалу типичны для обеих моделей второго поколения. Масса передней части автомобиля сильно выросла в результате установки переднего бампера, гасящего удар в случае аварии и других изменений, влияющих на безопасность. В результате модель Firebird Trans Am весила ужасающие 1750 килограммов.
455-й двигатель объёмом 7.5 литров, доступный к установке в модификацию «Trans Am» второго поколения Firebird, стал последним двигателем высокой производительности, который заслуженно считается последним из числа легендарных двигателей поколения маслкаров. Впервые этот двигатель появился в формате H.O. в 1971 году. В 1973 и 1974 годах двигатель производился в специальной версии, названной SD-455.
SD-455 имел усиленный блок цилиндров, четырёхточечное крепление подшипников коленчатого вала и прочие усиления. В планах был выпуск совершенно нового коленчатого вала, но на практике SD455 выпускался со стандартным коленчатым валом с минимальными улучшениями. Также были применены улучшенные алюминиевые поршни, шатуны и головка блока с более высокой пропускной способностью. Головка блока цилиндров была позаимствована у Pontiac GTO Ram Air 1967 года. Подъём клапанов был порядка 1,03 сантиметра, длительность открытия — 301/313 градусов и 76 градусов наложения открытия клапанов. Гораздо более агрессивный стиль исполнения самой камеры нагнетания Ram Air IV планировался для этого двигателя (изначально выдававший 310 лошадиных сил), но не смог удовлетворить все более строгие требования по выбросам. В результате этот двигатель в подобной компоновке, со степенью сжатия 8.4:1 (по паспорту, в реальности степень сжатия была 7.9:1), обладал мощностью в 290 лошадиных сил. После выпуска данного автомобиля на рынок из разных источников стали поступать данные о том, что автомобиль чрезмерно быстрый для своих 290 лошадиных сил и 1750 килограммов. В результате энтузиастами были проведены сравнительные тесты, на которых эта компоновка показала 13.75 секунд на четверти мили (402 метра), тогда как автомобили со специальной, не глубокой подготовкой к гонкам показывали минимум 14.5 секунд на 157.68 километров в час. Это заинтересовало журнал «High Performance Pontiac», который решил закатить Firebird с такой компоновкой на стенд и протестировать. Все ожидали, что результат будет выше 290 лошадиных сил, но он превзошёл ожидания, показав 371 лошадиную силу. Вскоре этот двигатель запретили, так как требования по выбросам становились все более жёсткими. В итоге Firebird 1976 года с двигателем 455 стал последним из легендарных «крупнокалиберных» автомобилей. Всего их было выпущено 7 100.

## Третье поколение
База F-body третьего поколения весила сравнительно меньше своих предшественников и имела более обтекаемый, аэродинамический дизайн, который идеально был реализован в модели Pontiac Firebird. Система CCC производства GM (Computer Command Control) компьютерного контроля двигателя также не стояла на месте, а развивалась, одновременно увеличивая мощность, экономичность и снижая уровень вредных выбросов. Все эти факторы оказались слагаемым успеха этой модели. Также 1987 год стал первым годом, когда начали устанавливать двигатель объёмом 5.7 литра с системой «TPI» (Tuned Port Injection) формата V8 и мощностью 230 лошадиных сил, но этот двигатель был доступен лишь с модификацией «Trim» с автоматической коробкой передач TH-700R4. В 1991 году, после рестайлинга, Firebird приобрёл удлинённую переднюю часть. Фары у автомобилей этого года в опущенном состоянии полностью закрывались бампером.
92 год — последний год выпуска «third generation»… Было выпущено (и продано) небольшое количество пэрфомэнс модификаций F-body. Большинство потенциальных клиентов ожидали выхода следующего поколения. По традиции была создана ограниченная серия под названием Firehawk. Три последние машины (из 25), например, имели модифицированный двигатель с мощностью 375 л. с.

## Четвёртое поколение
Четвёртое поколение продолжило двигаться по намеченному предыдущим поколением пути аэродинамичности и обтекаемости кузова, но из-за общего спада спроса на подобные автомобили не пользовался должным успехом у покупателей. Как и раньше, Camaro выпускалась с внешними фарами, а Firebird использовал «слепой» вариант выдвижных фар, которые претерпели минимальные изменения. В общем и целом четвёртое поколение Firebird полнее отражало идеи концепта «Banshee IV», чем рестайлинг третьего поколения 1991 года.

## Модификация Trans Am
Среди прочих, Firebird имел модификацию Trans Am. Эта модификация улучшала рулевое управление автомобиля, незначительно уменьшала дорожный просвет, поднимала мощность двигателя. Плюс к этому, Trans Am отличался и внешне. Функциональные воздухозаборники на капоте, противотуманные фары, колёсные диски — вот основные внешние отличительные черты этой модификации. Несмотря на то, что Trans Am прекратил своё существование вместе с прекращением выпуска самого Firebird с 2002 года, база F-body продолжала использоваться в гоночных сериях IROC вплоть до 2006 года.